# Itálie na Zimních olympijských hrách 1928
Itálii na Zimních olympijských hrách 1928 reprezentovalo 13 sportovců v 5 sportech.

## Seznam všech zúčastněných sportovců
| Číslo | Jméno                | Pohlaví | Věk | Sport                                              |
| ----- | -------------------- | ------- | --- | -------------------------------------------------- |
| 1     | Vitale Venzi         | Muž     |     | Běh na lyžích, Severská kombinace, skoky na lyžích |
| 2     | Matthäus Demetz      | Muž     | 18  | Běh na lyžích                                      |
| 3     | Ferdinando Glück     | Muž     |     | Běh na lyžích                                      |
| 4     | Giovanni Testa       | Muž     |     | Běh na lyžích                                      |
| 5     | Luigi Cerutti        | Muž     |     | Boby                                               |
| 6     | Giuseppe Crivelli    | Muž     |     | Boby                                               |
| 7     | Piero Marchetti      | Muž     |     | Boby                                               |
| 8     | Giancarlo Morpugo    | Muž     |     | Boby                                               |
| 9     | Carlo Sem            | Muž     |     | Boby                                               |
| 10    | Alessandro Del Torso | Muž     |     | Skeleton                                           |
| 11    | Agostino Lanfranchi  | Muž     | 35  | Skeleton                                           |
| 12    | Luigi Bernasconi     | Muž     |     | Skoky na lyžích                                    |
| 13    | Luciano Zampatti     | Muž     |     | Skoky na lyžích                                    |